# Delichon urbicum
Andorinha-dos-beirais (Delichon urbicum) ou andorinho-dos-beirais (Delichon urbicum) é uma pequena ave migratória pertencente à família das andorinhas (Hirundinidae), estival na Europa (exceto Islândia), norte de África e regiões temperadas da Ásia, e invernal na África subsariana e Ásia tropical. Existem duas subespécies geográficas de andorinha-dos-beirais aceites.
Alimenta-se exclusivamente de insetos, que captura em pleno voo, pelo que migra para climas com abundância de insetos voadores. Ambos os sexos possuem a cabeça e a parte superior do corpo preto-azuladas, contrastando com o branco do uropígio e da parte inferior do corpo. Pode ser encontrada tanto em campo aberto como em zonas habitadas pelo homem. Constrói ninhos fechados em forma de taça com lama e palha sob os beirais dos edifícios ou locais semelhantes, normalmente em colónias. A sua proximidade ao homem é de forma geral tolerada devido aos seus hábitos insetívoros, conduzindo a diversas referências literárias e culturais.
Apesar de se encontrar em declínio na Europa, possui uma grande área de distribuição geográfica e uma grande população global, pelo que não se considera que se encontre globalmente ameaçada.

## Taxonomia

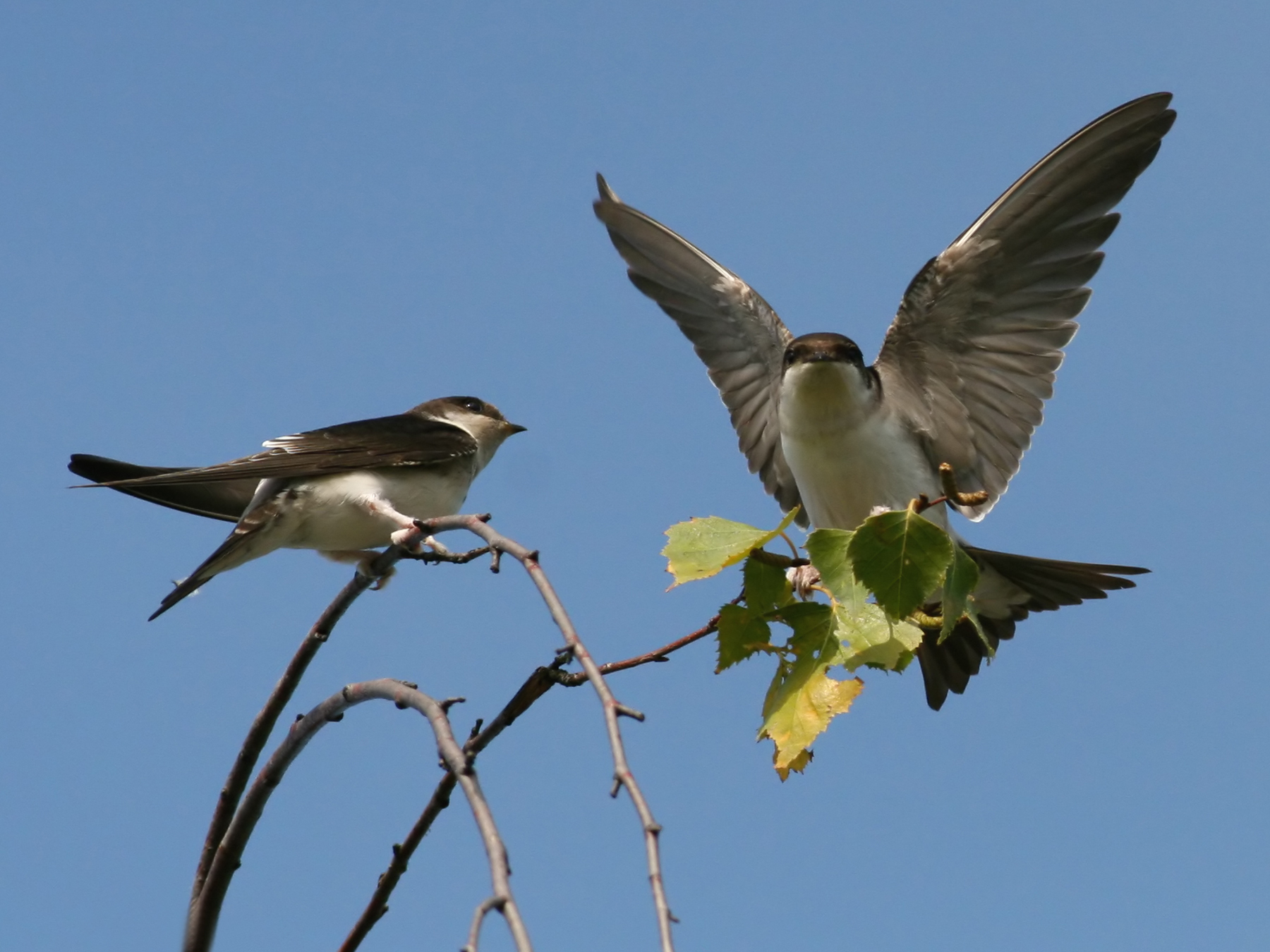
Dois adultos empoleirados numa videira, Rheinspitz, Vorarlberg, Áustria.

A andorinha-dos-beirais foi descrita em 1758 pelo zoólogo sueco Carolus Linnaeus no seu livro Systema Naturae como Hirundo urbica, caracterizada como H. rectricibus immaculatis, dorfo nigro-caerulefcente, mas foi colocada no género Delichon por Thomas Horsfield e Frederic Moore em 1854. O nome genérico, Delichon, é um anagrama da palavra em grego antigo χελιδών (chelidon), que significa 'andorinha', enquanto o nome específico, urbicum (urbica até 2004, devido a um erro de interpretação da gramática do latim) significa 'da cidade', em latim.
O género Delichon é uma ramificação recente do género Hirundo, e todos os seus membros são semelhantes em aspeto, com cabeça e parte superior do corpo preto-azulada e parte inferior do corpo esbranquiçada. No passado, a andorinha-dos-beirais foi por vezes considerada coespecífica com a andorinha-de-bando (Delichon dasypus), que nidifica nas montanhas da Ásia central e oriental e inverna no Sudeste asiático, e é também muito semelhante à Delichon nipalense, que é endémica nas montanhas da Ásia setentrional.
De acordo com o Congresso Ornitológico Internacional, a andorinha-dos-beirais tem três subespécies: a subespécie nominal D. u. urbicum, descrita pela primeira vez por Linnaeus em 1758, que pode ser encontrada em toda a Europa até ao oeste da Sibéria; a D. u. lagopodum, descrita pela primeira vez pelo zoólogo alemão Peter Simon Pallas em 1811, que vive na Ásia oriental; e a D. u. meridionale, descrita pela primeira vez pelo ornitólogo alemão Ernst Hartert em 1910, que pode ser encontrada na zona do Mediterrâneo, desde a Europa meridional e o norte de África até ao centro e sul da Ásia. A validade desta subespécie é disputada, dado que as diferenças apontadas para a D. u. urbicum são clinais e provavelmente inválidas.

## Características

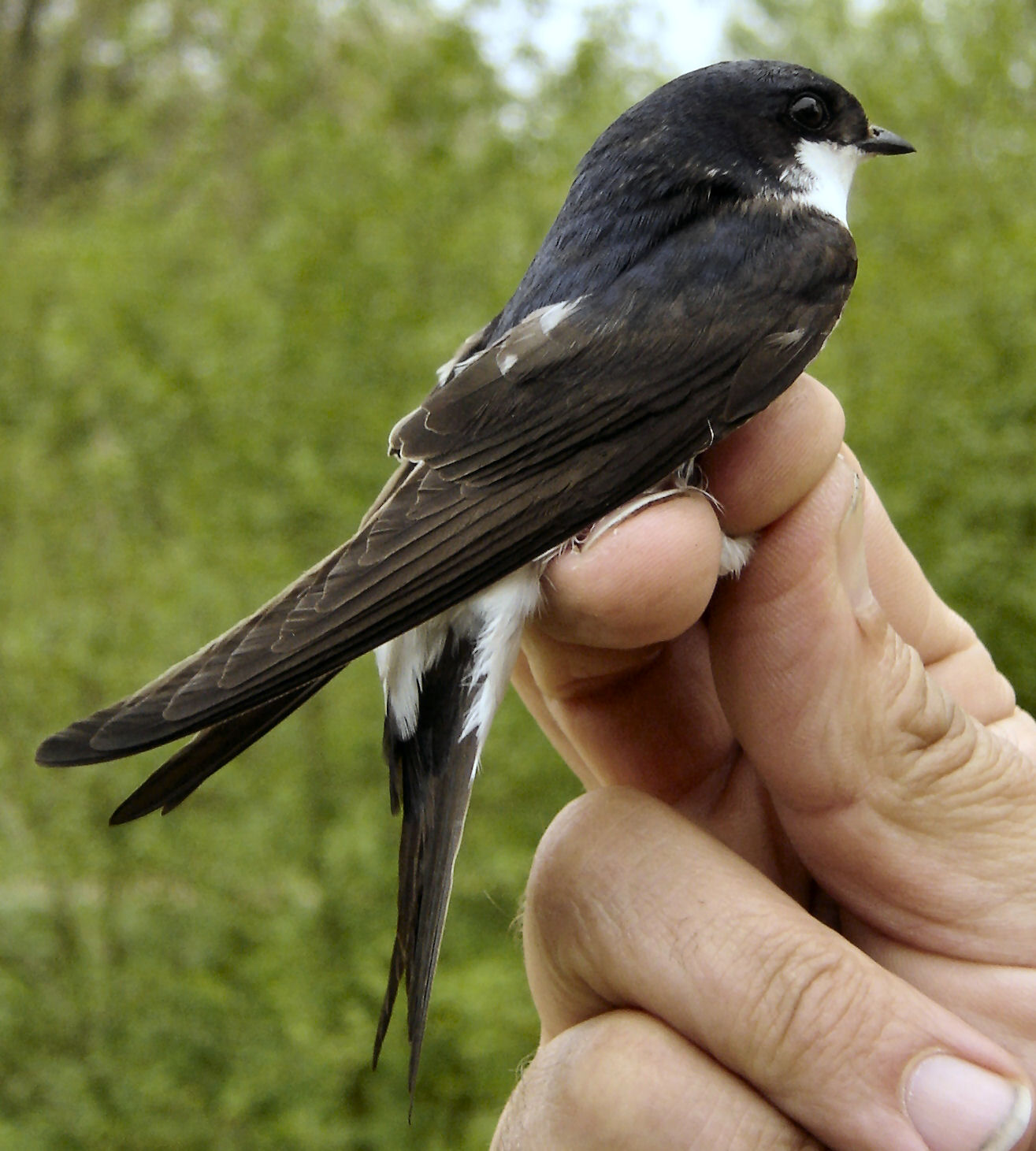
Adulto, norte da Itália.

A subespécie nominal D. u. urbicum tem 12-13 cm de comprimento, uma envergadura de 26-29 cm e um peso médio de 18,3 g. A cabeça e a parte superior do corpo são preto-azuladas, enquanto que a cauda curta bifurcada e a parte superior das asas são pretas, contrastando com o branco do uropígio e da parte inferior do corpo e das asas; as patas curtas têm cor rosa e estão cobertas com uma penugem branca. Tem olhos castanhos, um bico pequeno, fino e preto, e uma cauda curta bifurcada, sem guias caudais. Não existem diferenças assinaláveis entre os dois sexos, mas os juvenis são pretos e algumas das suas tectrizes e rémiges têm as pontas e a orla brancas. A subespécie D. u. meridionale é menor do que a subespécie nominal, enquanto que a subespécie D. u. lagopodum se distingue da espécie nominal pelo uropígio branco, que se estende ao longo da cauda, e pela menor profundidade da bifurcação da cauda.
A espécie mais similar à andorinha-dos-beirais é a andorinha-de-bando, mas esta possui a parte inferior do corpo mais sombria, com uma cauda mais curta e menos bifurcada. A confusão mais comum ocorre entre os machos adultos da andorinha-de-bando, que possuem a parte inferior do corpo mais clara, e a subespécie D. u. lagopodum, cuja bifurcação da cauda se encontra entre a da D. u. urbicum e da andorinha-de-bando. A Delichon nipalense distingue-se da andorinha-dos-beirais pelo seu queixo negro, suas coberteiras negras e cauda mais quadrada. O uropígio e da parte inferior do corpo totalmente brancos, claramente visíveis em voo, distinguem a andorinha-dos-beirais das outras espécies de andorinhas paleárticas, tais como a andorinha-das-chaminés (Hirundo rustica), a andorinha-das-barreiras (Riparia riparia) e a andorinha-dáurica (Cecropis daurica). Em África, pode ser confundida com a andorinha-de-rabadilha-cinzenta (Pseudhirundo griseopyga), mas essa espécie tem uropígio cinzento, parte inferior de cor creme e uma longa cauda bifurcada.
A andorinha-dos-beirais é uma espécie ruidosa, especialmente nas suas colónias. O canto do macho, ouvido durante todo o ano, é um chilreio suave de chirps melodiosos. O chamado de contacto, também ouvido durante a invernagem, é um chirrrp áspero; e a vocalização de alarme, um tseep agudo.
Recorrendo a radares para seguir as aves em voo durante a época de migração, um estudo suíço estimou que a velocidade média de batimento das asas da andorinha-dos-beirais em voo é de 5,3–6,0 batimentos por segundo, ligeiramente superior à da andorinha-das-chaminés, estimada em 4,4–5,4 batimentos por segundo, mas que a velocidade média em voo das duas espécies é semelhante (11–14,5 m/s).

## Distribuição e habitat

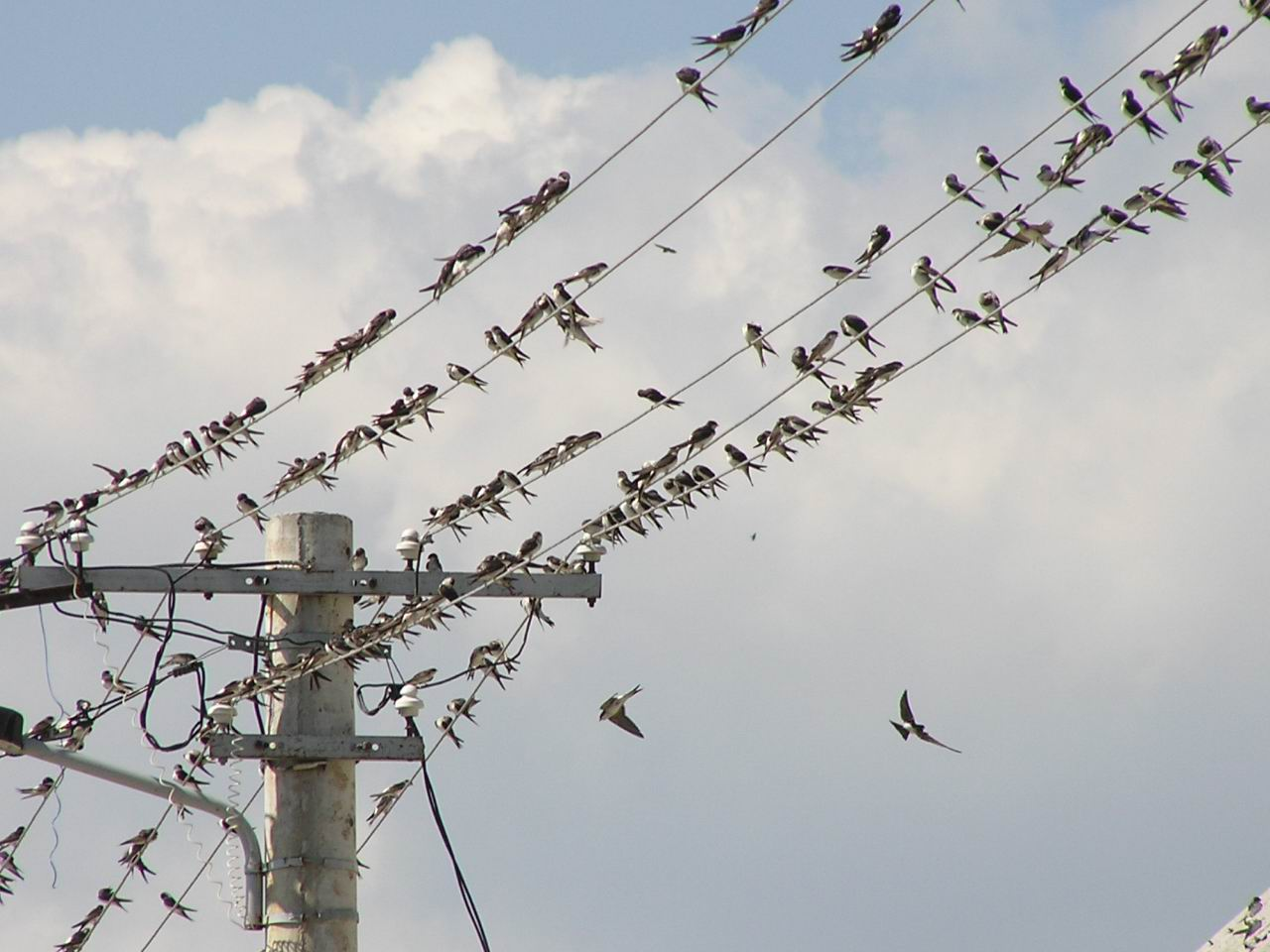
Bando empoleirado em cabos elétricos suspensos, Codlea, Roménia.

A subespécie D. u. urbicum nidifica ao longo da Eurásia temperada até à Mongólia central e ao rio Ienissei, em Marrocos, na Tunísia e no norte da Argélia; e inverna na África subsariana. A D. u. lagopodum nidifica para oriente do rio Ienissei até Kolyma e para sul até ao norte da Mongólia e da China; e passa o inverna no sul da China e Sudeste asiático.

### Habitat
Os seus habitats preferidos são campos abertos com vegetação baixa, tais como prados, pastos e campos de cultivo, de preferência junto à água. No entanto, também pode ser encontrada em montanhas pelo menos até aos 2 200 m de altitude, e é muito mais urbana do que a andorinha-das-chaminés, nidificando mesmo no centro das cidades, desde que o ar seja suficientemente limpo. De todas as andorinhas eurasiáticas, a andorinha-dos-beirais é a mais facilmente encontrada junto a árvores, uma vez que estas proporcionam alimento (insetos) e locais para pernoitar. Ao contrário da andorinha-das-chaminés, geralmente não utiliza canaviais como dormitórios comunais durante a migração.
Durante o inverno utiliza habitats semelhantes mas é menos conspícua do que a andorinha-das-chaminés, revelando uma tendência para voar mais alto e a ter um comportamento mais nómada. Nas zonas tropicais, como a África oriental e a Tailândia, é encontrada sobretudo nas zonas mais altas.

### Migração
A andorinha-dos-beirais é uma ave migratória que se movimenta numa frente larga, o que significa que as rotas de migração das aves que nidificam na Europa não afunilam nas zonas de travessia mais curta do mar, como os estreitos de Gibraltar e do Bósforo, mas cruzam todo o Mediterrâneo e o Saara. Durante a migração geralmente viaja durante o dia, embora algumas aves o possam fazer de noite.

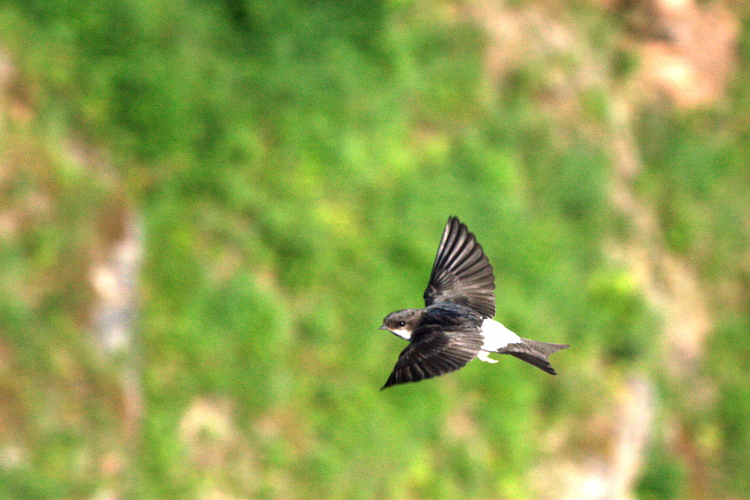
Andorinha-dos-beirais em voo, Loire, França.

As migrações não são livres de perigo; em 1974, várias centenas de milhares de aves desta espécie foram encontradas mortas ou moribundas nos Alpes suíços e arredores, surpreendidas por fortes nevões e baixas temperaturas. O principal fator que influencia a taxa de sobrevivência dos adultos durante a migração no outono é a temperatura, seguido da precipitação. Para os juvenis, é mais crítica a ocorrência de baixas temperaturas durante a época de nidificação. Devido às alterações climáticas é previsível que a ocorrência de condições atmosféricas extremas se torne cada vez mais frequente, pelo que as taxas de sobrevivência futuras vão estar mais dependentes de condições meteorológicas adversas do que no presente.
A andorinha-dos-beirais regressa às suas áreas de reprodução alguns dias após a andorinha-das-chaminés, e tal como essa espécie raramente segue diretamente para as zonas de nidificação, preferindo procurar alimento sobre grandes corpos de água doce, sobretudo quando as condições atmosféricas são fracas.

Existem registos de exemplares desta espécie que nidificaram na Namíbia e na África do Sul em vez de regressarem ao norte. Como seria de esperar para uma espécie migradora que percorre tão grandes distâncias, já foi observada tanto a oriente (no Alasca) como a ocidente (na Terra Nova, Bermudas e Açores) da sua área de nidificação habitual.

## Comportamento

### Alimentação

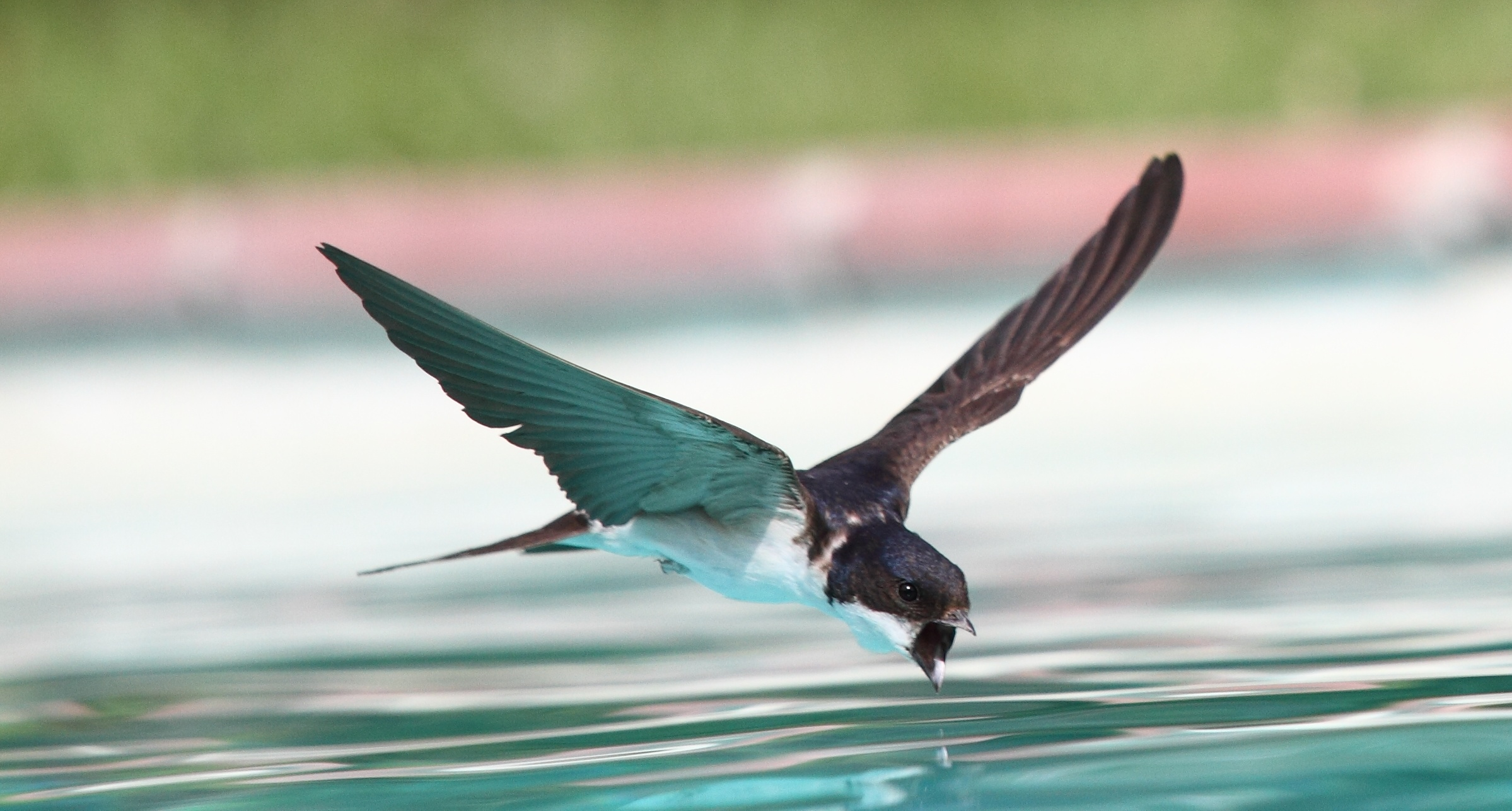
Andorinha-dos-beirais bebendo água em voo, França.

A andorinha-dos-beirais é uma ave insetívora e captura os insetos de que se alimenta em pleno voo, à semelhança de outras andorinhas e dos andorinhões. As moscas e os afídios são a base da sua dieta nas áreas de nidificação, e na Europa esta espécie consome mais destes insetos do que a andorinha-das-chaminés (Hirundo rustica). Para além desses, também os insetos da ordem Hymenoptera, em especial as formigas voadoras, são uma importante fonte de alimento nos locais onde inverna. Pequenos odonatos, lepidópteros, ortópteros ou aranhas podem também complementar a sua dieta.
Durante a época de reprodução esta espécie caça a uma altura média de 21 m, mas a alturas menores com tempo húmido, tipicamente a menos de 450 m de distância do ninho. Prefere caçar em campo aberto ou sobre a água, sobretudo quando as condições atmosféricas são fracas, mas também segue arados ou animais de grande dimensão em busca de insetos postos a descoberto. Nos locais onde inverna, caça a alturas superiores aos 50 m.

### Reprodução

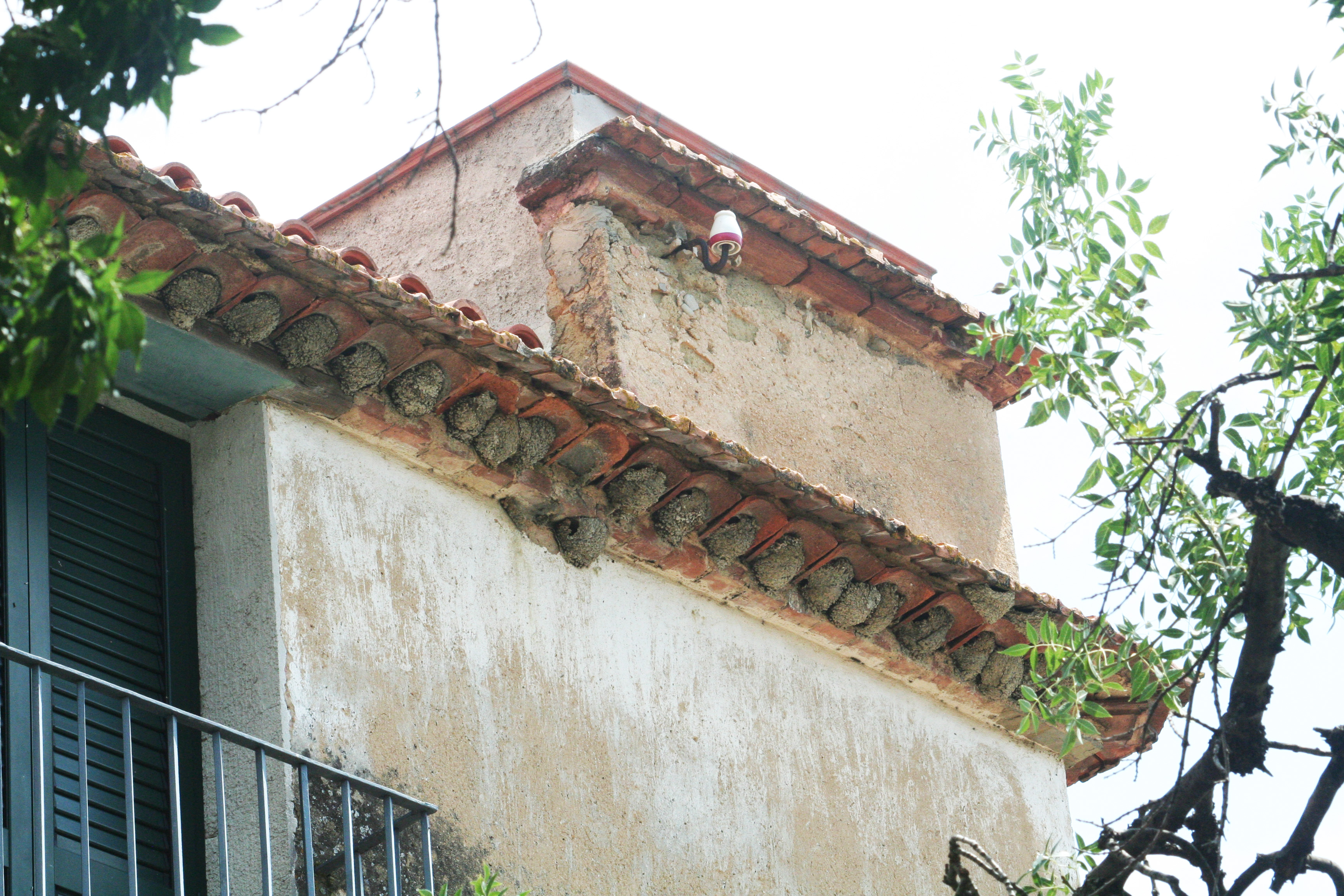
Colónia com ninhos, Pisciotta, Itália.

Originalmente, a andorinha-dos-beirais construía os seus ninhos em falésias e cavernas. Ainda são encontradas algumas colónias em falésias, com o ninho construído sob uma rocha saliente, mas atualmente esta espécie usa sobretudo estruturas feitas pelo homem, como edifícios e pontes, de preferência junto à água. Ao contrário da andorinha-das-chaminés, usa a parte exterior de edifícios abandonados em vez do interior de estábulos ou celeiros. Os ninhos são construídos na junção da parede com o beiral, ficando assim fortalecidos pela ligação a dois planos distintos. A andorinha-dos-beirais é mais gregária do que a andorinha-das-chaminés, estando habituada a viver e a migrar em bando, e tende a nidificar em colónias numerosas. Os ninhos podem inclusive ser construídos em contacto uns com os outros. Tipicamente, estas colónias têm menos de dez ninhos, mas há registos de colónias com milhares de ninhos.
As aves regressam à Europa para nidificar entre abril e maio, e a construção dos ninhos ocorre entre o fim de março (no norte de África) e o meio de junho (na Lapónia). O ninho tem a forma de uma taça fechada com uma abertura estreita no topo e é feito com pedaços de lama colados com saliva, e forrado com palha, ervas, penas ou outros materiais macios. A lama, adicionada em camadas sucessivas, é recolhida de lagoas, riachos ou poças. A construção demora entre 10-18 dias e é levada a cabo tanto pelo pela fêmea como pelo macho. Uma vez concluído o ninho, as aves mostram-se ameaçadoras ou agressivas, e os combates entre os machos podem ser particularmente violentos. Frequentemente, o pardal-doméstico (Passer domesticus) ocupa o ninho durante a sua construção, forçando a andorinha-dos-beirais a construir um novo. No entanto, a abertura no topo do ninho completo é tão pequena que os pardais não conseguem ocupá-lo uma vez concluído.

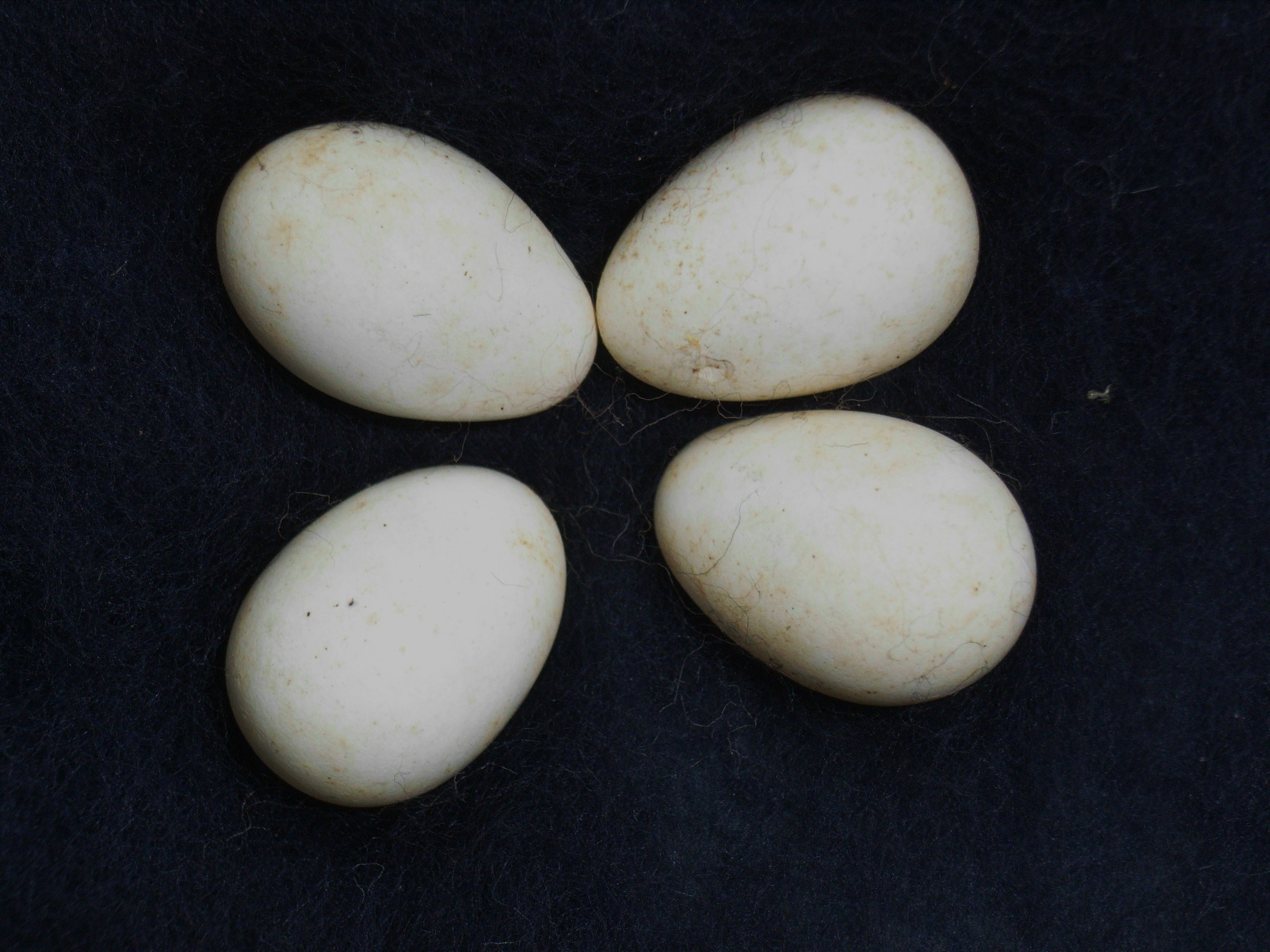
Ovos de andorinha-dos-beirais

Após um curta parada nupcial, o par acasala no ninho. Cada postura possui habitualmente quatro ou cinco ovos brancos, com um tamanho médio de 1,9 x 1,33 cm e um peso médio de 1,7 g. A incubação dura geralmente de 14 a 16 dias, e é feita essencialmente pela fêmea. As crias recém-eclodidas são altriciais e necessitam de 22 a 32 dias, dependendo das condições atmosféricas, para abandonar o ninho. Os progenitores continuam a alimentar os juvenis durante cerca de uma semana após estes saírem o ninho. Ocasionalmente, aves da primeira ninhada ajudam os progenitores a alimentar a segunda ninhada. Existem normalmente duas ninhadas por ano. O mesmo ninho é utilizando para a segunda ninhada, e será reparado e usado novamente nos anos seguintes. Terceiras ninhadas não são incomuns, mas as crias nascidas tardiamente são muitas vezes abandonadas pelos progenitores. Nas semanas seguintes a abandonarem o ninho, os juvenis juntam-se em grandes bandos que podem ser vistos empoleirados em árvores e beirais, ou em cabos elétricos suspensos com andorinhas-das-chaminés.

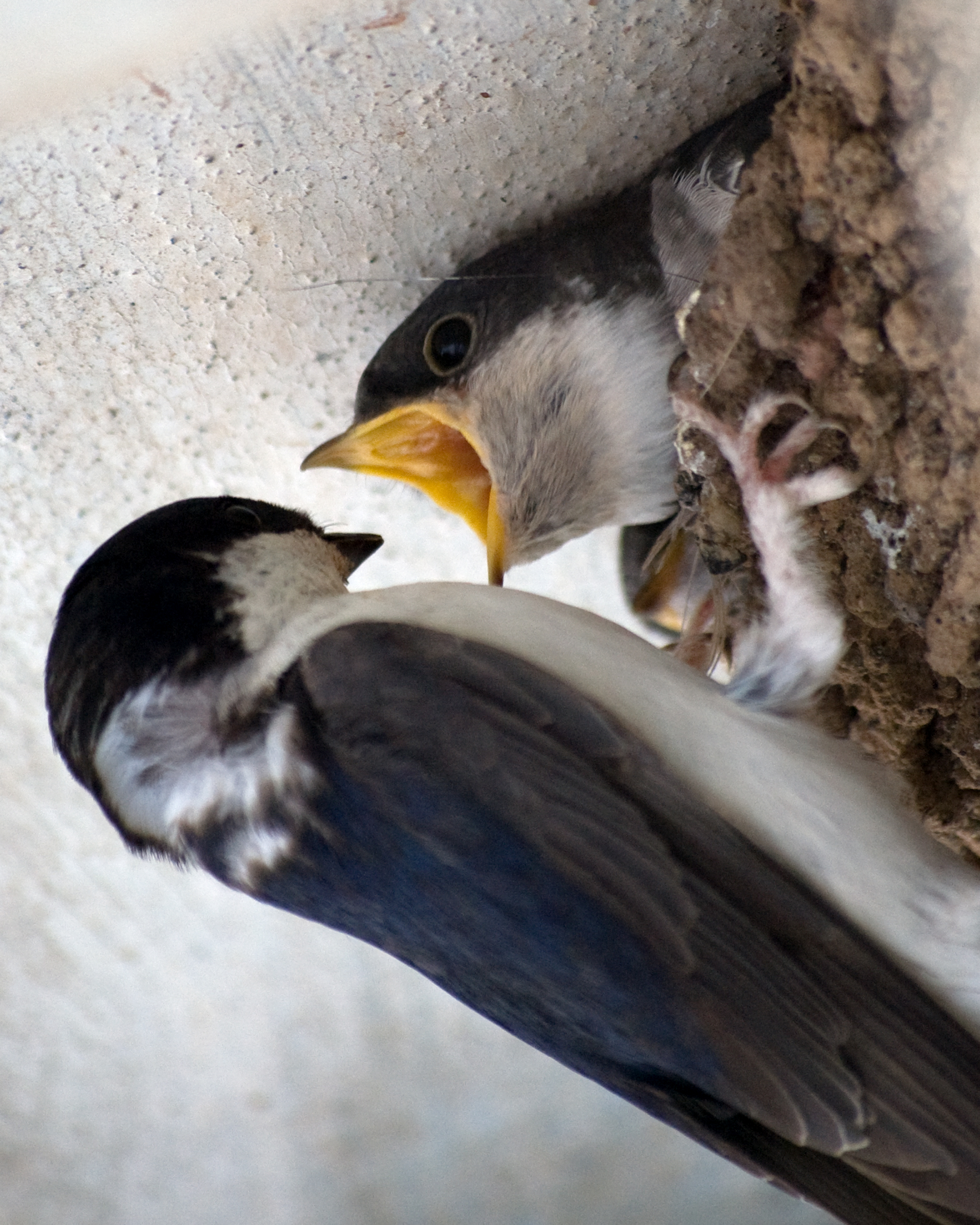
Um adulto alimentando uma cria, Cheshire, Reino Unido.

O sucesso da incubação é de 90% e a taxa de sobrevivência entre as crias ronda os 60-80%. A taxa de mortalidade entre os adultos que nidificam no paleártico ocidental é de 40-60%, com a maioria das mortes a ocorrer fora da época de reprodução. Um estudo britânico aponta uma taxa média de sobrevivência entre os adultos no período 1994/2004 de 37%, mas variando anualmente entre os 25% e os 70%. Segundo o mesmo estudo, a precipitação é um fator importante na sobrevivência dos adultos quando ocorre nas zonas de invernagem africanas, mas tem um efeito muito reduzido quando ocorre nas zonas de nidificação. Embora haja registos de indivíduos com dez e quatorze anos de idade, a maioria sobrevive menos de cinco anos. A maioria dos indivíduos abandona as suas áreas de nidificação na Europa ocidental e central até ao final de outubro, mas não é incomum observar aves que adiam a sua partida até meados de dezembro, e mais para sul a migração termina mais tarde.
Os casais desta espécie ficam juntos para toda a vida, mas as cópulas extra-par são comuns, tornando esta espécie geneticamente poligâmica apesar de socialmente monogâmica. Um estudo escocês mostrou que 15% das crias não pertenciam ao seu suposto pai, e que 32% das ninhadas continham pelo menos uma cria de um pai diferente. Machos oriundos de outros ninhos, sobretudo daqueles em que a postura já havia ocorrido, eram frequentemente observados a entrar noutros ninhos. Inicialmente, o macho garantia que a sua fêmea passava o mínimo de tempo sozinha no ninho e acompanhava-a sempre durante os seus voos, mas relaxava a vigilância depois do início da postura, pelo que a cria mais nova da ninhada tinha uma maior probabilidade de ter um pai diferente.

O nascimento de híbridos interespecíficos com a andorinha-das-chaminés ocorre regularmente, sendo o mais comum cruzamento interespecífico entre passeriformes. A frequência com que ocorre este híbrido conduziu a sugestões de que o género Delichon não é suficientemente afastado em termos genéticos do género Hirundo para ser considerado um género separado.

## Ameaças naturais

### Predadores
Apesar da andorinha-dos-beirais ser uma presa da Ógea (Falco subbuteo), a sua perícia de voo permite-lhe escapar à maioria dos predadores. O momento em que se encontra mais vulnerável é quando se encontra no solo, recolhendo lama para o ninho, pelo que essa tarefa se tornou numa atividade comunal, diminuindo assim a probabilidade das aves serem surpreendidas por um predador.

### Parasitas
Tal como diversas outras aves, esta espécie é afetada tanto por ectoparasitas como as pulgas e os ácaros, incluindo o Ceratophyllus hirundinis, como por endoparasitas como o Haemoproteus prognei (malária aviária), que são transmitidos por insetos sugadores de sangue como os mosquitos. Um estudo polaco mostrou que os ninhos continham em média mais de 29 espécies de ectoparasitas, os mais abundantes sendo o Ceratophyllus hirundinis e o Oeciacus hirundinis.

## Estado de conservação

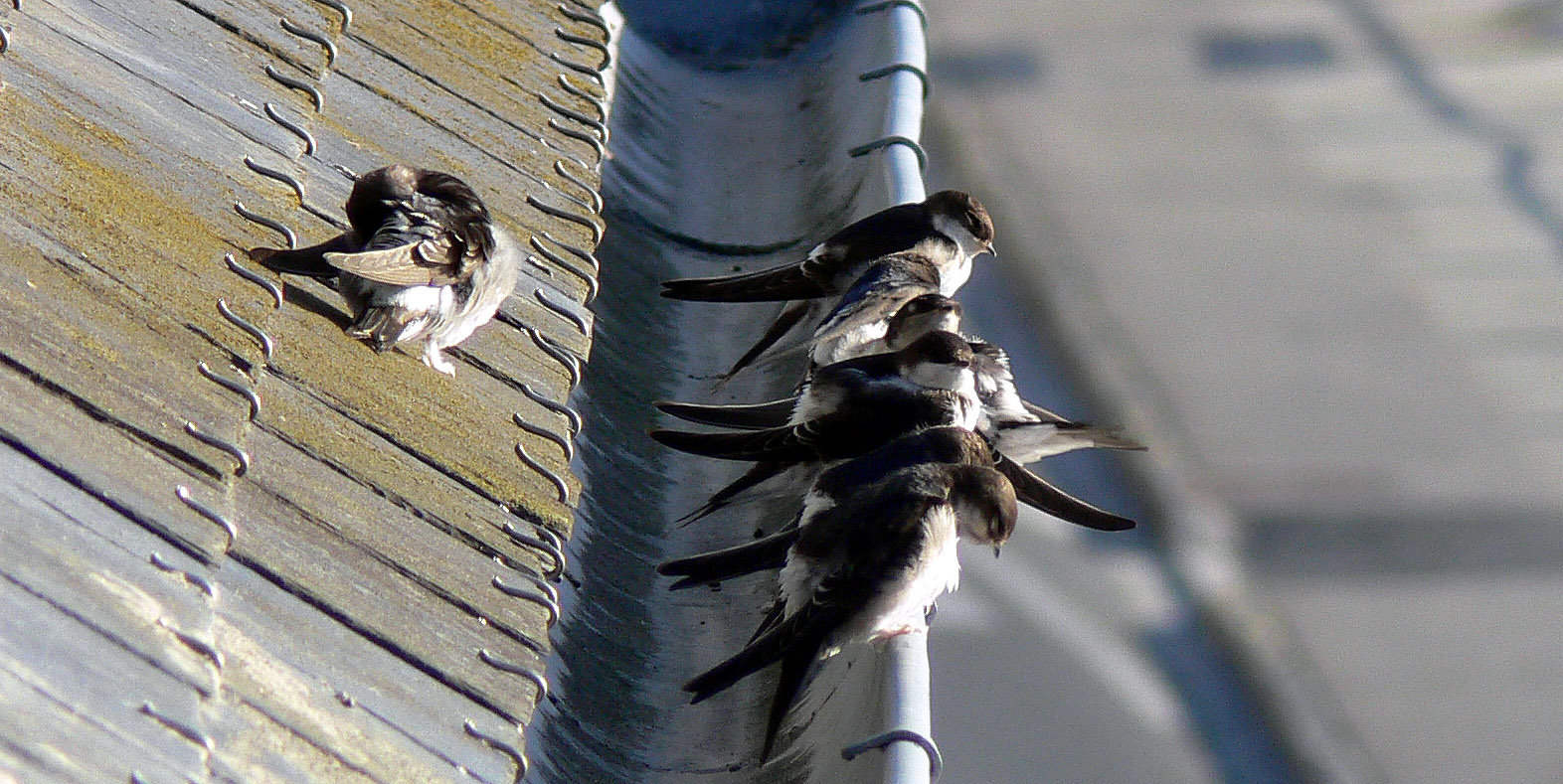
Pequeno grupo limpando-se pela manhã, Crozon, França.

A andorinha-dos-beirais tem uma área de distribuição geográfica estimada de 16,2 milhões de km², e possui uma população global estimada de 60,6–288 milhões de indivíduos, incluindo 9,9–24 milhões de pares na Europa. A tendência global da população é desconhecida, mas existem indícios de flutuações locais. No entanto, não se considera que a espécie se encontre em declínio segundo os critérios definidos pela União Internacional para a Conservação da Natureza e dos Recursos Naturais (IUCN). Por esses motivos, foi avaliada como Pouco preocupante na Lista Vermelha da IUCN de 2012, e não tem estatuto especial ao abrigo da Convenção sobre o Comércio Internacional das Espécies da Fauna e da Flora Silvestres Ameaçadas de Extinção (CITES), que regula o comércio internacional de espécimes de plantas e animais selvagens. No entanto, na Europa setentrional e central a população de andorinha-dos-beirais regista uma tendência decrescente desde a década de 1970, e no Reino Unido o seu estado de conservação foi revisto para Âmbar em 2002, indicando um nível médio de preocupação. Em Portugal, está classificada como Pouco preocupante.

As populações podem flutuar localmente por uma série de motivos. A construção de mais habitações cria mais locais de nidificação, e a entrada em vigor de legislação visando a melhoria da qualidade do ar tornou possível a sua reprodução no centro de grandes cidades como Londres. Reciprocamente, a ocorrência de más condições atmosféricas, o envenenamento por pesticidas, a diminuição das zonas húmidas onde se reproduzem os insetos de que se alimenta, a ausência de lama para a construção dos ninhos e a competição com os pardais-domésticos podem levar à redução das populações.

## Relação com o homem

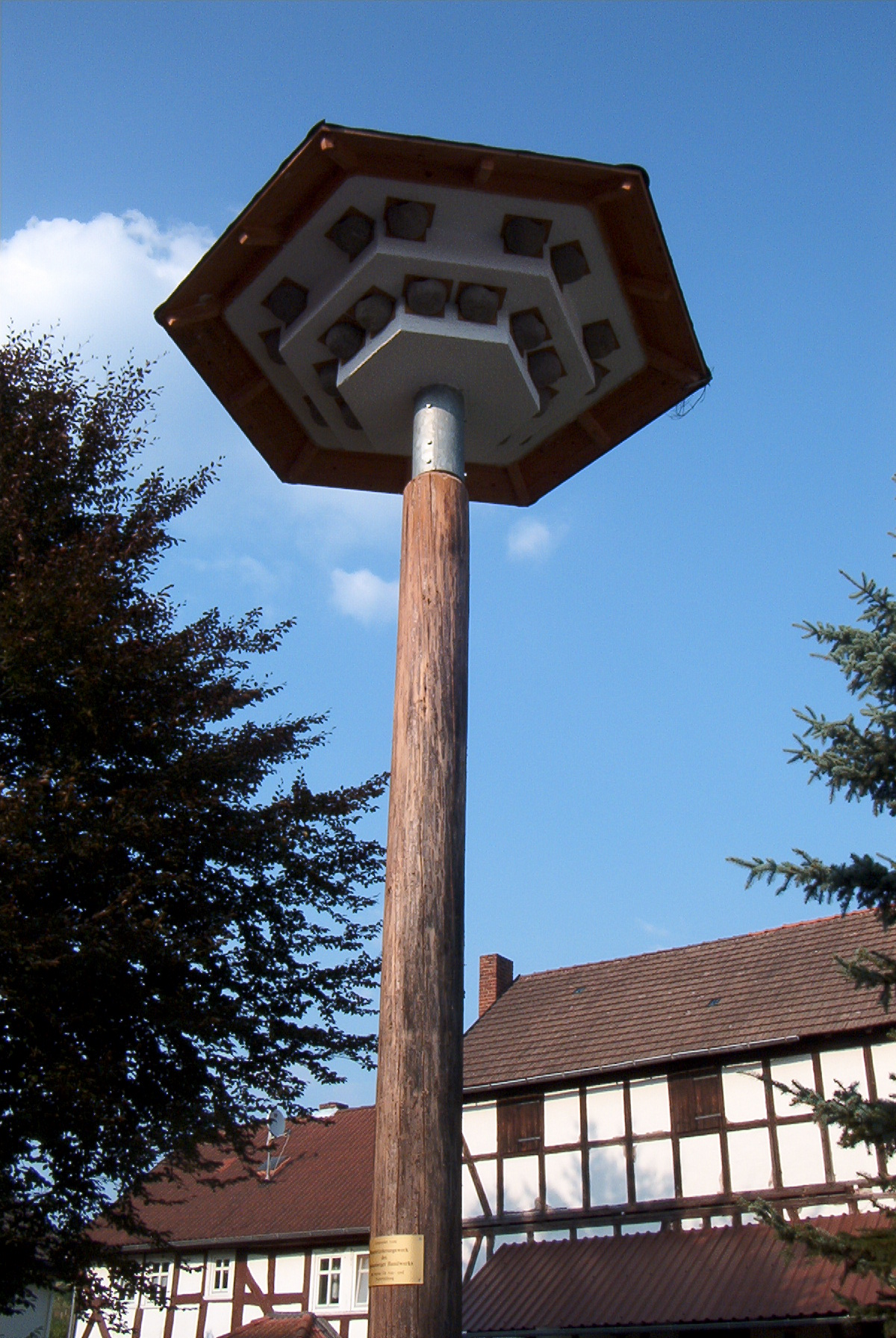
Casa de andorinhas, Burgwald, Alemanha.

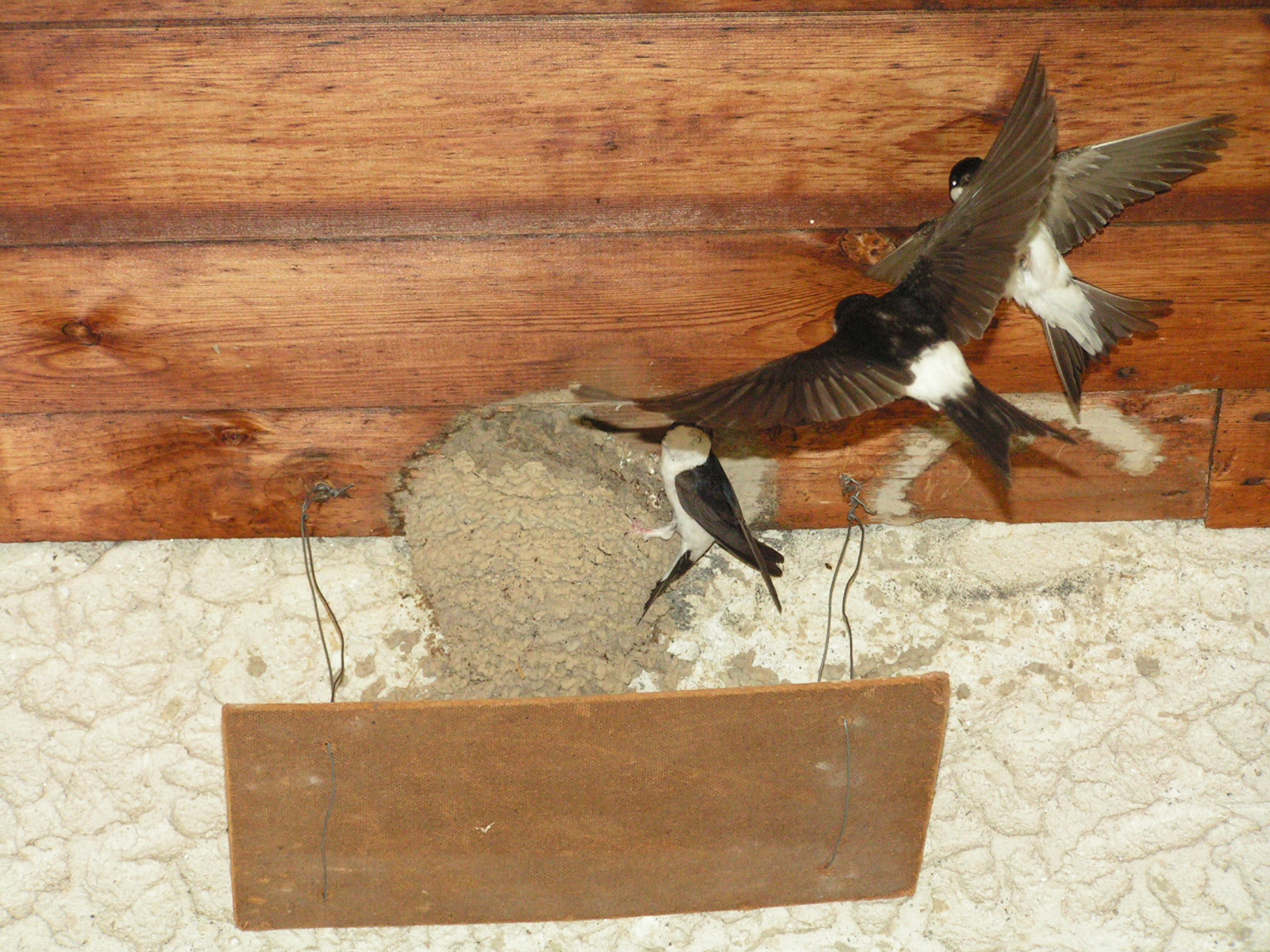
Ninho com tábua em baixo para evitar a acumulação de dejetos, Choňkovce, Eslováquia.

Historicamente, esta espécie beneficiou grandemente com o derrube das florestas, que criou os habitats abertos que prefere, e com as habitações humanas, que criaram uma abundância de locais seguros para construir ninhos. A andorinha-dos-beirais é uma ave atraente que se alimenta de insetos voadores, pelo que a sua presença é de forma geral tolerada quando usa as habitações humanas para fazer os seus ninhos. No entanto, a acumulação de dejetos por baixo destes pode ser um incómodo e levar à sua destruição. Esta situação pode ser facilmente resolvida instalando uma tábua ou um tabuleiro sob o ninho. Outro problema é o facto dos edifícios modernos serem revestidos com materiais mais lisos como o vidro, o aço e o betão, que dificultam a fixação dos ninhos às fachadas. Duas soluções possíveis são a construção de casas de andorinhas e a instalação de ninhos artificiais.
Desde o ano de 2004 que o medo gerado pela gripe das aves levou à destruição de muitos ninhos de andorinha. Para além de proibidos por lei, estes atos são muito provavelmente inúteis, visto que a quase totalidade dos casos documentados desta doença em humanos se deveu a contacto com aves domésticas infetadas, e que o risco de contrair a gripe das aves por contacto com aves selvagens é mínimo. Na verdade, estes atos poderão até ser contraprodutivos, na medida em que as andorinhas são predadores naturais dos mosquitos e das moscas, frequentes vetores de transmissão de doenças.[carece de fontes?]

Importa referir que a andorinha-dos-beirais, tal como outras espécies de aves migradoras, encontra-se protegida pela Convenção de Berna, da qual são signatários o Conselho da Europa, a União Europeia e diversos países africanos, pelo que os seus ninhos não devem ser destruídos.

### Em Portugal
Em Portugal, o Decreto-lei n.º 49/2005, de 24 de Fevereiro estabelece que remoção de ninhos de andorinha durante o período de nidificação é ilegal, com a possibilidade da aplicação de multas entre 250 e 44.890 euros. Para que seja feita a remoção do ninho deve ser feito um pedido de autorização para o Instituto de Conservação da Natureza e Florestas.

## Na cultura e na literatura

### Na cultura

Brasão de Ricardo II de Inglaterra, contendo cinco merletas.

A origem do provérbio "Uma andorinha não faz a primavera", sobre a necessidade de ter mais do que uma evidência sobre um determinado assunto, recua pelo menos até à obra de Aristóteles, Ética a Nicómaco: "Tal como uma andorinha ou um dia não faz a primavera, um dia ou um curto espaço de tempo não faz um homem afortunado ou feliz.".
As andorinhas são conhecidas por fazer longas viagens e regressar às mesmas áreas todos os anos, pelo que são populares entre os marinheiros como um símbolo de regresso seguro. Segundo a tradição, uma tatuagem em forma de andorinha representa que um marinheiro já navegou mais de 5 000 mn (9 260 km); uma segunda é adicionada após as 10 000 mn (11 510 km).
Existem lendas antigas, sem nenhuma base factual, que dizem que as andorinhas-dos-beirais selavam os pardais-domésticos nos seus ninhos, fechando a entrada com o intruso no interior, ou que se juntavam em massa para matar um pardal.

O merleta, frequentemente considerado como uma referência às andorinhas, é uma ave mítica com pequenos tufos de penas em vez de patas usada em heráldica, como a marca de brisura do quarto filho de uma família nobre. É representado sem patas pois essa era a crença generalizada da época, denotando a incapacidade de aterrar, o que provavelmente explica a sua ligação a um filho mais novo, sem direito a terras. Também representa a rapidez.

### Na literatura

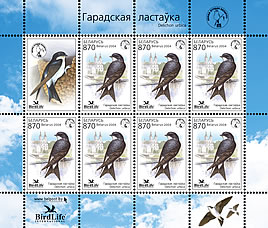
Delichon urbicum em selos da Bielorrússia.

Existem muitas referências literárias à migração das andorinhas para norte como sinal do início da primavera ou verão. Embora esta espécie não possua tantas referências como a andorinha-das-chaminés, é possível que algumas das menções mais antigas a essa ave se refiram também à andorinha-dos-beirais. Shakespeare estava claramente a descrever a andorinha-dos-beirais quando Banquo chama a atenção de Duncan para os ninhos e as aves no castelo de Macbeth, Inverness:[carece de fontes?]
"This guest of summer,

The temple-haunting martlet, does approve

By his loved mansionry that the heaven's breath

Smells wooingly here. No jutty, frieze,

Buttress, nor coign of vantage, but this bird

Hath made his pendant bed and procreant cradle;

Where they most breed and haunt, I have observed

The air is delicate." (Macbeth, Ato I, cena VI).